# Nautilus Rupes
La Nautilus Rupes è una struttura geologica della superficie di Mercurio.
Nautilus Rupes si trova nell'emisfero meridionale di Mercurio nel cosiddetto quadrilatero di Debussy, tra circa 25° e 32° di latitudine S e 291,6° e 295,5° di longitudine O, a nord-est del grande cratere Rembrandt. Nautilus Rupes ha un orientamento nord-sud ed è lungo 348 chilometri. Poiché il cratere Rembrandt si è formato circa 3,6-4 miliardi di anni fa (probabilmente durante il bombardamento pesante tardivo), si può presumere che la linea di faglia risalga a un periodo più recente perché deformò le aree esterne del bacino Rembrandt.